# Max Waibel (Offizier)

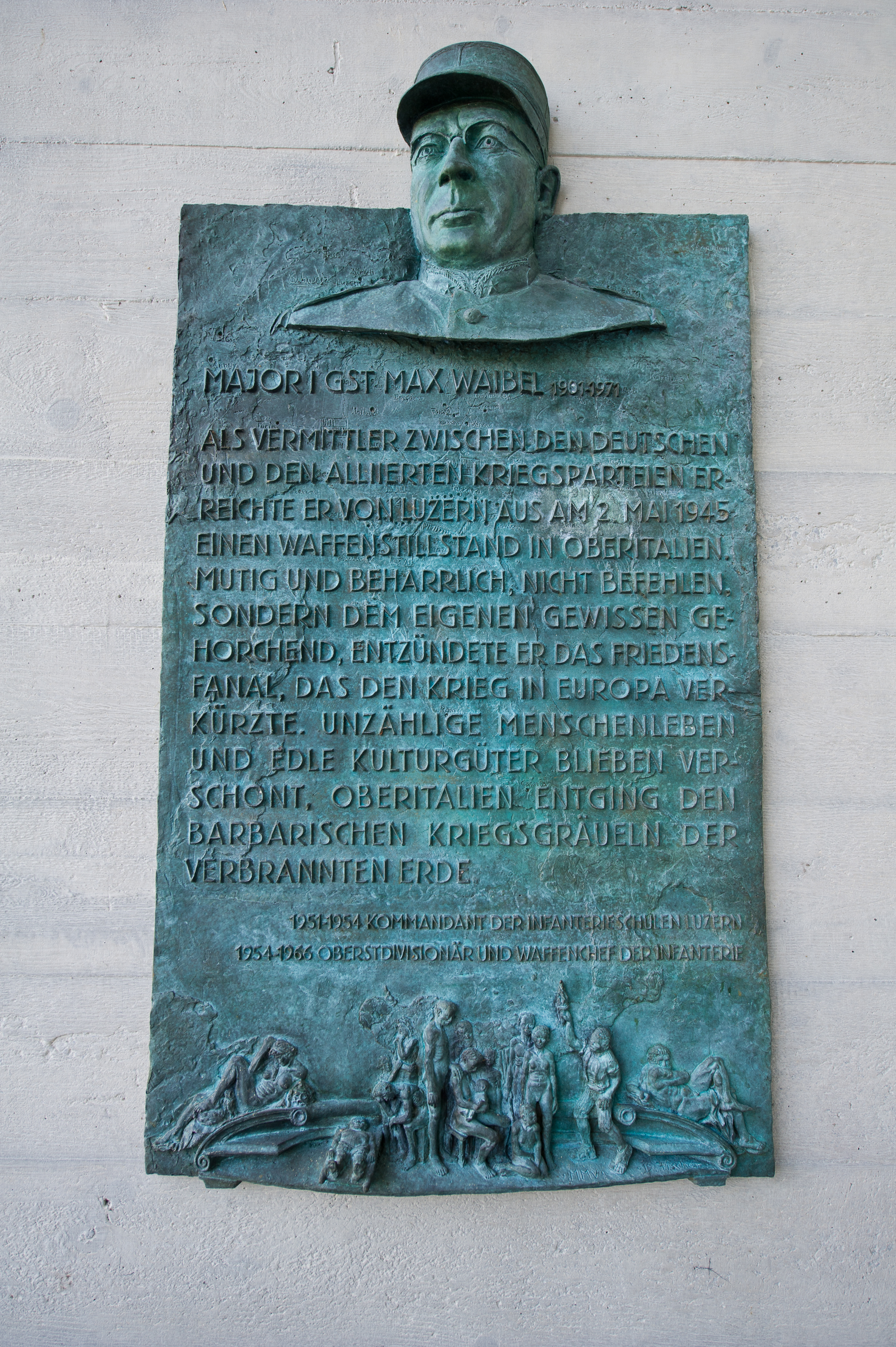
Max Waibel Gedenktafel (Kaserne Allmend, Luzern)

Max Waibel (* 2. Mai 1901 in Basel; † 20. Januar 1971 in Luzern; Bürger von Basel und Itingen) war ein Schweizer Nachrichtendienst-Offizier im Zweiten Weltkrieg.

## Leben
1923 promovierte Max Waibel im Fach Politische Wissenschaften. Ab 1927 übernahm er die Funktion des Instruktionsoffiziers auf dem Waffenplatz in Luzern. 1935 wurde er in den Generalstab versetzt und 1938 zur Kriegsakademie Berlin geschickt. Bei Kriegsausbruch 1939 kehrte er in die Schweiz zurück und übernahm die Leitung der Nachrichtensammelstelle Rigi/Luzern.
1940 gehörte Waibel zu den Gründern des Offiziersbundes, der den Kampf gegen eventuell einmarschierende deutsche Truppen auf eigene Faust aufnehmen wollte, falls der Bundesrat die Kapitulation beschliessen würde. Zusammen mit seinem Stellvertreter Bernhard Mayr von Baldegg wurde Waibel verhaftet, jedoch bald wieder entlassen und Ende 1940 zum Major befördert. Er war bei der Aktion nationaler Widerstand beteiligt. Er leitete dann die Nachrichtendienstliche Sektion 1 (NS-1, Rigi) der Armee der Schweiz und beauftragte Christian Schneider, Mitarbeiter des zu dieser Sektion gehörenden Büros Ha, militärisch relevante Informationen an die Sowjetunion weiterzuleiten.
Für SS-General Karl Wolff wurde Waibel aufgrund seiner Bekanntschaft mit Allen Dulles, dem Vertreter des Office of Strategic Services in der Schweiz, der massgebliche Vermittler bei der deutschen Kapitulation in Norditalien. Mit ihm fanden geheime Treffen statt, erstmals am 8. März 1945 in Zürich. Gleichzeitig stand man in Verbindung mit den italienischen Partisanen. Nach dem Krieg traf sich Waibel mit alliierten Generälen, die sich für seine Friedensvermittlung bedankten. Gemäss dem Historiker Edgar Bonjour verkürzte die Operation Sunrise den Krieg um sechs bis acht Wochen und bewahrte das reiche Kulturerbe Norditaliens vor der deutschen Zerstörung im Falle eines erzwungenen Rückzuges. 1953 wurde Max Waibel zum Oberstdivisionär befördert.
Max Waibel war mit Margrit Schwytzer von Buonas aus der gleichnamigen Luzerner Patrizierfamilie vermählt und lebte mit seiner Familie auf dem repräsentativen Herrensitz Dorenbach, in dessen herrschaftlichen Salons die erwähnten Verhandlungen stattfanden. Die Treffen, die unter grösster Geheimhaltung standen und mehrmals zu scheitern drohten, stellten jedes Mal eine logistische Meisterleistung dar. Begegnungen fanden auch im Hotel Schweizerhof Luzern sowie in Ascona und Lugano statt, u. a. mit den Generälen Lemnitzer und Airey.
60 Jahre nach Kriegsende wurde in Anwesenheit seiner Familie im Armeeausbildungszentrum in Luzern eine Gedenktafel eingeweiht. Anwesend war der schweizerische Bundespräsident Samuel Schmid sowie die Botschafter der USA, Russlands, Frankreichs und Italiens. In seiner Rede sagte der ehemalige Staatssekretär Franz Blankart, dass Waibel vom Bundesrat gestoppt worden wäre, hätte dieser von dessen Tätigkeit gewusst. Mutig und eigenwillig sei er nicht Befehlen, sondern seinem Gewissen gefolgt und habe so den Krieg in Europa zu einem frühen Ende gebracht. So steht es auch auf der Gedenktafel.
Nach seiner Pensionierung wurde Waibel Verwaltungsratspräsident der Bank von Ernst Brunner, einem Kaufmann, der mit dem Handel von Penicillin reich geworden war. 1970 brach die Bank zusammen und hinterliess Schulden von 20 Millionen Schweizer Franken. An Weihnachten gab Ernst Brunner eine rauschende Party und beging danach Selbstmord. Waibel fühlte sich mitverantwortlich gegenüber den Kleinsparern, sah keinen Ausweg und erschoss sich im Januar mit seiner Dienstpistole.
Er war verheiratet, sein Sohn gleichen Namens war Germanist und Volkskundler.

## Schriften
- 1945 – Kapitulation in Norditalien. Originalbericht des Vermittlers. Helbing & Lichtenhahn, Basel 1981, ISBN 3-7190-0803-7.